# Saló de l'Automòbil de Ginebra
El Saló de l'Automòbil de Ginebra és un dels salons de l'automòbil més grans i més prestigiosos del món, que se celebra anualment a Ginebra. La primera edició fou el 1905 i el visitaren unes 17.000 persones. El 2016, el saló va atreure 687.000 visitants.
Després d'uns inicis difícils, l'edició de 1924 generà tantes vendes, que el nombre d'automòbils a Suïssa passà de 33.000 a 39.000. El Saló començà a tenir renom internacional a partir de 1934 i la primera edició que es realitzà després de la Segona Guerra Mundial, el 1947, fou un èxit. Des de llavors, el saló ha seguit creixent arribant als 200.000 visitants el 1948, 300.000 el 1960 i per sobre de 500.000 el 1967. El rècord actual de visitants és del 2005, amb 747.700 persones. Posteriorment s'ha anat mantenint tot i que l'ha afectat la crisi del sector. El saló de París, el de Frankfurt, el de Ginebra, el de Beijing i el de Detroit són els salons de l'automòbil més grans del món.
El 2013, algunes de les novetats foren l'Scénic Xmod de Renault; l'Opel Cabrio; el tot terreny híbrid endollable Mitsubishi Outlander; l'híbrid de Lexus, IS 300h; i el Corvette Stingray descapotable de Chevrolet.
El 2014 es presentaren el Seat Cupra, el Volkswagen T-ROC, la nova edició de només 3 unitats del Veyron de Bugatti i l'esportiu Huracan de Lamborghini. Altres novetats foren la segona generació del Toyota Aygo, una nova versió del Citroën C1 i el nou Peugeot 108. Aquests últims tres models compartint el mateix motor i xassís.
El 2017 tingueren especial rellevància els esportius de luxe i els motors zero emissions. Algunes de les novetats foren l'Alpine A110, el Ferrari 812 Superfast i el Porsche 911 GT3.